# دستگیری رودریگو دوترته
در ۱۱ مارس ۲۰۲۵ رودریگو دوترته، رئیس‌جمهور سابق فیلیپین توسط پلیس ملی فیلیپین و اینترپل بر اساس حکم دیوان کیفری بین‌المللی (ICC) به اتهام جنایت علیه بشریت دستگیر شد. دوترته در ۱۱ مارس پس از شرکت در یک گردهمایی سیاسی در هنگ کنگ وارد فرودگاه بین‌المللی نینوی آکوئینو در مترو مانیل شد. پس از اجرای حکم، دوترته به پایگاه هوایی ویلامور منتقل شد و در حال حاضر به لاهه هلند منتقل می‌گردد.
دوترته به اتهام جنایت علیه بشریت، شامل قتل‌های غیرقانونی در دوران تصدی شهردار داوائو سیتی و ریاست‌جمهوری فیلیپین (تا زمان خروج این کشور از اساسنامه رم در سال ۲۰۱۹) متهم شد. او چهارمین رئیس‌جمهور فیلیپین است که پس از خوزه پی لورل در سال ۱۹۴۵، جوزف استرادا در سال ۲۰۰۱ و گلوریا ماکاپاگال آرویو در سال ۲۰۱۱ متهم و دستگیر شد. او همچنین اولین رئیس‌جمهور فیلیپین است که با دادگاه بین‌المللی روبرو می‌شود و اولین رهبر آسیایی است که در دیوان کیفری بین‌المللی محاکمه می‌شود.